# Sergej Vojcechovský

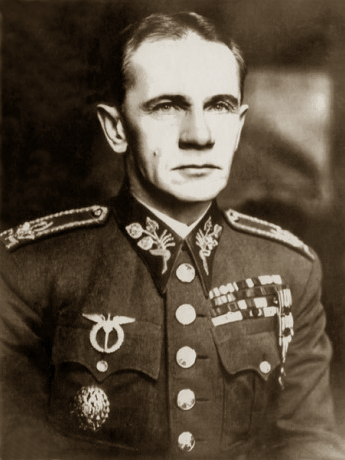
Sergej Vojcechovský (1938)

Sergej Nikolajevič Vojcechovský (russisch Сергей Николаевич Войцеховский / Sergei Nikolajewitsch Woizechowski, * 16. Oktoberjul. / 28. Oktober 1883greg. in Witebsk, Russisches Kaiserreich, heute Belarus; † 7. April 1951 a) im Arbeitslager OserLag bei Taischet, Oblast Irkutsk, Russische SFSR, Sowjetunion), war ein russischer Offizier und einer der Kommandeure der Weißen Armee in Sibirien, die im Russischen Bürgerkrieg gegen die Herrschaft der Bolschewiki kämpfte; nach der Emigration ein tschechoslowakischer Soldat, Mitglied der Tschechoslowakischen Legionen, Armeegeneral in der Tschechoslowakei, sowie als führender Initiator der Widerstandsgruppe Obrana národa eine Persönlichkeit des tschechoslowakischen Widerstandes gegen den Nationalsozialismus. Er starb in einem sowjetischen Gulag-Arbeitslager.

## Leben
Vojcechovský entstammte einer russischen Adelsfamilie mit polnischen Vorfahren (polnisch Wojciechowski). Nach dem Realgymnasium in Welikije Luki widmete er sich dem Studium an verschiedenen militärischen Ausbildungsstätten, diente in Moskau, St. Petersburg und Charkow und nahm 1905 am Russisch-Japanischen Krieg teil. Danach besuchte er weitere militärische Akademien für Offiziere.
1909 heiratete er Margarita Wiktorowna Woizechowskaja (geborene Temnikowa; 1888–1965), die Tochter vom Generalleutnant der Kaiserlich Russischen Armee Wiktor Leontjewitsch Temnikow (1856–1944).
Vojcechovský wurde im Dezember 1933 auf der Hauptversammlung vom FC Zbrojovka Brünn zum Vorsitzenden des Vereins gewählt.

## Militärische Karriere
Mit Beginn des Ersten Weltkrieges kam er an die Front. Er erhielt für seine Tapferkeit einige Auszeichnungen. Er wurde den Tschechoslowakischen Legionen zugeteilt, die eine strenge Neutralität wahren und sich zurückziehen wollten, und im September 1917 wurde er zum Stabschef der tschechoslowakischen Schützendivision. Besondere Verdienste zeigte er in den Schlachten um Tscheljabinsk nach dem sogenannten "Zwischenfall von Tscheljabinsk" vom 14. Mai 1918. Nachdem ein tschechoslowakischer Soldat ums Leben kam und dies zu Protesten führte, ordnete der neue sowjetrussische Kriegskommissar Leo Trotzki die Entwaffnung der Legion und den Abmarsch aus Russland an. Daraufhin kam es zum Aufstand, und die Legion eroberte unter Vojcechovskýs Befehl zweimal Tscheljabinsk und setzte ihren Marsch auf der transsibirischen Magistrale fort; die Neutralität wurde aufgegeben zugunsten der Unterstützung der Weißen Bewegung, was auch Vojcechovský später praktizierte.
1921 reiste er in die Tschechoslowakei ein, nachdem er kurze Zeit in Istanbul verbracht hatte, wohin er und seine Truppen Ende 1920 evakuiert worden waren. Er trat am 1. Mai 1921 in die Armee mit dem Dienstgradgruppe eines Generals ein und erhielt die tschechoslowakische Staatsangehörigkeit. 1936 wurde er zum Armeegeneral befördert.
Während der Krise, die nach dem Unterzeichnen des Münchner Abkommens eintrat, befehligte Vojcechovský die I. Armee (ab September 1938) und vertrat entschieden die Auffassung, dass die Armee der Entscheidung der Politiker zur Kapitulation nicht folgen sollte, sondern sich dagegen stellen muss. Eine Sendung des tschechischen Rundfunks übernahm 2014 eine seiner Aussagen aus der Zeit von 1939 zum Titel einer Sendung: "Über die Staatsgrenzen diskutiert man nicht, die Staatsgrenzen werden verteidigt". Am 1. April 1939, kurz nach der Errichtung des Protektorats Böhmen und Mähren, wurde Vojcechovský pensioniert und initiierte mit anderen Generälen  wie Josef Bílý oder Sergěj Ingr Gespräche, die zur Gründung der Widerstandsorganisation Obrana národa führten. Er selber beteiligte sich jedoch an der Tätigkeit nicht aktiv, weil er unter der Aufsicht der Gestapo stand.
Nach der Befreiung der Tschechoslowakei am 9. Mai 1945 wurde Sergej Vojcechovský am 12. Mai 1945 durch ein Kommando des NKWD verhaftet und in die Sowjetunion verschleppt, obwohl er tschechoslowakischer Staatsbürger war. Die Aktion wurde durch ein zum NKWD gehöriges Kommando des militärischen Nachrichtendienstes SMERSch durchgeführt. Wie die dem tschechischen Innenministerium angegliederte Behörde für Dokumentation und Untersuchung der Verbrechen des Kommunismus ÚDV nach Auswertung vieler interner Dokumente in einer Veröffentlichung nachweist, wurden zeitgleich viele Personen in sowjetische Lager verschleppt: allein zwischen dem 11. Mai 1945 und 31. Mai 1945 wurden mindestens 100 Personen durch SMERSch entführt, darunter viele russische Emigranten, die jedoch in den meisten Fällen – wie Vojcechovský – die tschechoslowakische Staatsangehörigkeit besaßen. Zusammen mit Sergej Vojcechovský wurde auch sein Sohn Jiří Vojcechovský, Leutnant der tschechoslowakischen Armee, verhaftet und zuerst nach Moskau gebracht, wo er im September 1945 zu 10 Jahren Arbeitslager verurteilt wurde. Nach kurzen Zwischenstationen in Lefortowo-Gefängnis und Butyrka-Gefännis in Moskau wurde Vojcechovský in das Besserungsarbeitslager (ITL) UnschLag bei Gorki überführt, wo er drei Jahre verbrachte, und dann weiter in das Sonderlager OserLag bei Taischet in Sibirien, wo er am 25. Mai 1949 ankam. Hier starb Sergej Vojcechovský am 4. oder 7. Mai 1951. Als Todesursache wurde von den sowjetischen Stellen Tuberkulose und Altersschwäche angegeben, die allerdings in den meisten Fällen diagnostiziert wurde, sodass man die genaue Todesursache nicht unbedingt kennt. Vojcechovskýs Grab befindet sich angeblich beim Lagerkrankenhaus.
Später wurde kritisiert, dass die damalige bürgerliche Regierung unter Präsident Beneš keine diplomatischen Initiativen gegen die Inhaftierung des Generals Vojcechovský wie auch gegen die Inhaftierungen weiterer tschechoslowakischer Staatsangehöriger unternommen hatte, die sich – vor ihrer Emigration aus der UdSSR – gegen die Bolschewiki positionierten. Die ÚDV-Studie spricht in diesem Zusammenhang über den stärker werdenden Opportunismus der damaligen tschechoslowakischen Regierung der Sowjetunion gegenüber, begünstigt durch das Bemühen, die Freundschaftsverträge mit der Sowjetunion nicht zu gefährden und durch die Tatsache, dass einige, darunter sehr wichtige Ressorts der Regierung (wie das Innenministerium usw.) von Vertretern der KPTsch geführt wurden. Trotz der Apelle von Familienangehörigen der Verschleppten wurden keine ernsthaften Schritte unternommen, vereinzelte Anfragen in Moskau nicht beantwortet.
Am 28. Oktober 1997 erhielt Sergej Vojcechovský vom damaligen Präsidenten der Tschechischen Republik Václav Havel postum den Orden des Weißen Löwen I. Klasse.

## Auszeichnungen
Sergej Vojcechovský erhielt folgende Auszeichnungen (Auszug):
- 1912 Sankt-Stanislaus-Orden III. Klasse
- 1914 Russischer Orden der Heiligen Anna IV. Klasse
- 1915 Sankt-Stanislaus-Orden II. Klasse
- 1915 Russischer Orden der Heiligen Anna II. Klasse
- 1916 Orden des Heiligen Wladimir IV. Klasse
- 1919 Russischer Orden des Heiligen Georg III. Klasse
- 1923 Tschechoslowakisches Kriegskreuz 1914–1918
- 1926 Ehrenlegion IV. Klasse
- 1928 St.-Sava-Orden II. Klasse
- 1929 Ehrenlegion III. Klasse
- 1930 St.-Sava-Orden I. Klasse
- 1937 Orden der Krone von Jugoslawien I. Klasse
- 1937 Stern von Rumänien I. Klasse
- 1997 Orden des Weißen Löwen I. Klasse (in memoriam)